# Bulbophyllum recurvilabre
Bulbophyllum recurvilabre là một loài phong lan thuộc chi Bulbophyllum.